# La Trobe University
L'Università La Trobe o La Trobe University è un'università multi-campus dello Stato di Victoria, Australia.

## Storia
La Trobe University è stata fondata nel 1967 come la terza Università dello Stato di Victoria. Il nome di La Trobe è dato in onore a Charles Joseph La Trobe, generale di origine francese che fu il primo governatore dello Stato di Victoria.
Durante gli anni settanta e ottanta l'università ha conosciuto grande attività politica. Particolarmente attivo era il Communist Party of Australia e numerose organizzazioni di sinistra. Tra gli studenti di quegli anni che hanno fatto carriera nei movimenti di sinistra v'è Bill Kelty segretario dell'Australian Council of Trade Unions e alcuni ministri appartenenti al partito laburista come Tony Sheehan, Don Watson e Geoff Walsh. L'attività politica si è ridotta negli anni anche se è tuttora attivo un gruppo di studenti laburisti, e il gruppo trotskista Socialist Alternative (Alternativa Socialista).
Recentemente l'università ha sofferto dei tagli imposti dal governo al settore accademico, subendo duri colpi in alcuni settori. Il Dipartimento di Storia, considerato il più grande del paese, ha subito riduzioni dello staff accademico e la chiusura del dipartimento di Musica nel 1999 e quello dell'istituto di ricerche africane nel 2006, l'unico istituto del genere dell'Australasia..
Il 3 agosto del 1999 è stato un tragico giorno per l'ateneo a causa di una sparatoria avvenuta presso il bar degli studenti. Il trentottenne Jonhaton Brett Horrocks ha colpito a morte con un colpo di pistola il manager dell'Eagle Bar, Leon Capraro. Il killer ha agito per vendetta dopo essere stato licenziato dal locale con l'accusa di rubare alcool.
Nel gennaio 2009 lo studente Issa Farah venne nominato ministro delle risorse della regione autonoma del Puntland in Somalia. Un altro ex studente dell'ateneo australiano, Abdirahman Mohamud Farole venne eletto presidente del Puntland durante le medesime elezioni. Da allora, La Trobe University ospita parte delle attività del governo del Puntland offrendo sostegno e collaborazione attiva attraverso l'organizzazione di meeting, convegni e trattative tra il governo di questa regione della Somalia e le industrie australiane.

## Campus

### Melbourne (Bundoora)

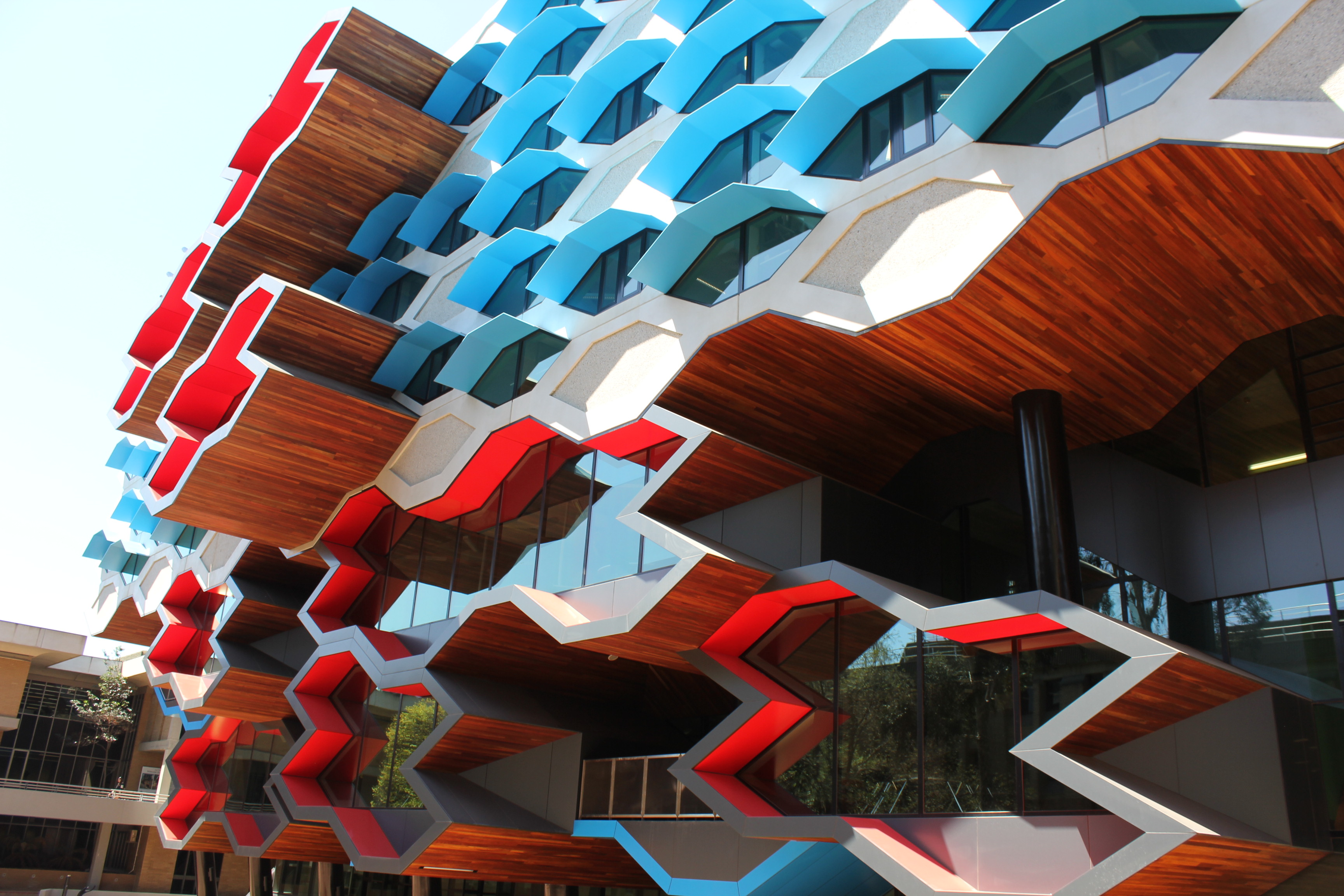

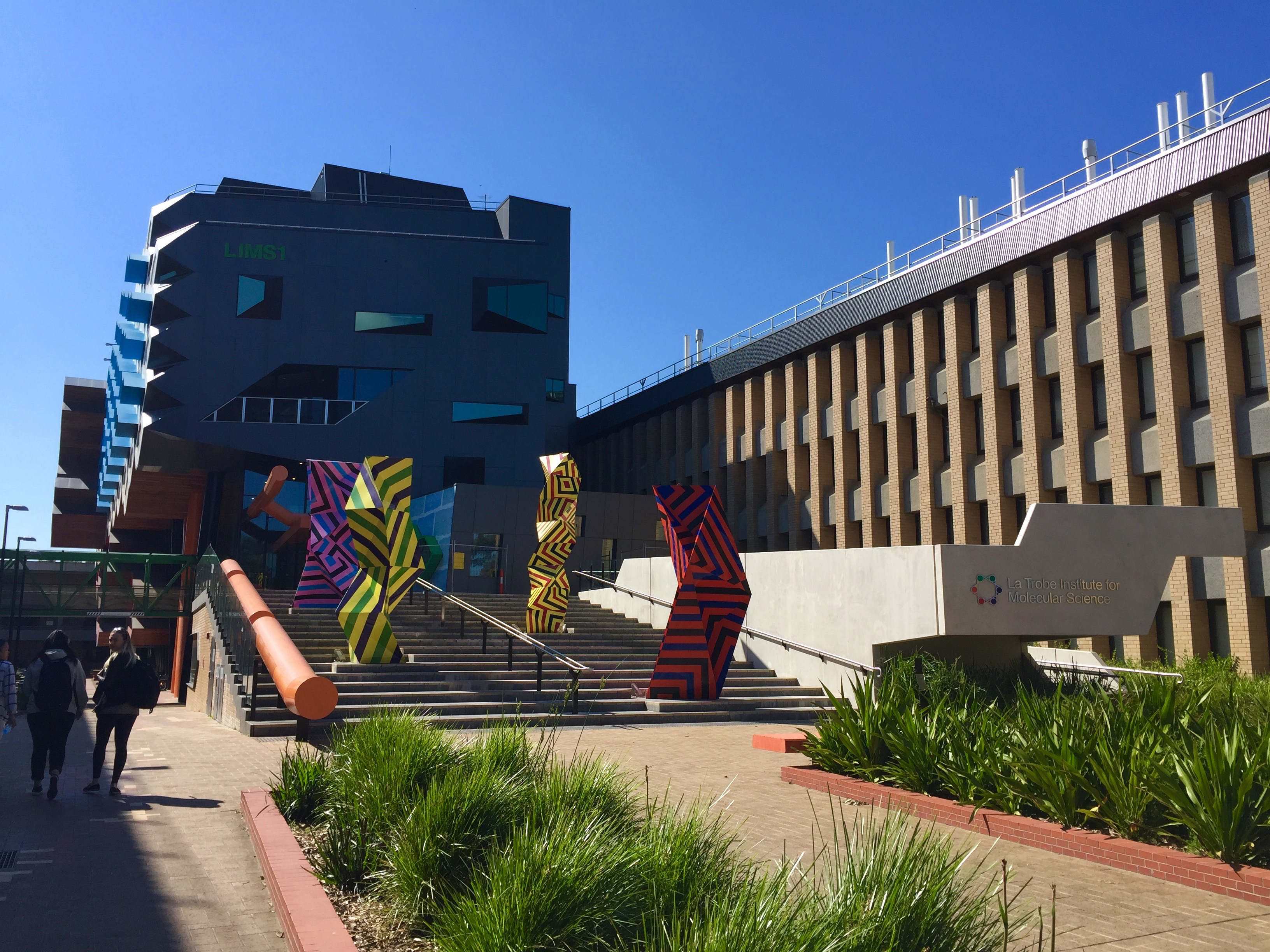

Il campus di Bundoora si trova nell'omonimo quartiere a 14 chilometri dal centro finanziario di Melbourne. 
Il campus ha una superficie di 330 ettari ed è uno dei più estesi dell'emisfero Australe. Inaugurato nel 1967, è anche il campus principale ed ospita la maggioranza degli studenti e dello staff universitario. L'area garantisce numerosi servizi e facilità come alloggi, ristoranti, bar, negozi, banche e persino una galleria d'arte .
Il campus di Bundoora è anche sede del Melbourne Wildlife Sanctuary, dell'ospedale universitario e del Centro per il Dialogo (Centre for Dialogue), un istituto interdisciplinare di ricerca che nel marzo 2009 ospitò il presidente iraniano Mohammad Khatami. Il campo da football ospita gli allenamenti dell'Essendon Bombers e del North Melbourne Kangaroos

### Bendigo
Il campus di Bendigo è stato aperto nel 1973, è ubicato a 3 chilometri dal centro dell'omonima cittadina. Il Campus si sviluppa su di un'area di 33 ettari.

### City Campus (Collins Street)
Situato nel centro finanziario di Melbourne, ospita principalmente i corsi offerti dal College of Arts, Social Sciences and Commerce, inclusi MBA e Master's Degree.

### Altri campus
La Trobe University ha altri campus minori come il campus di Albury Wodonga, quello di Mildura, di Shepparton e di Beechworth.